# Official Secrets
Pour plus de détails, voir Fiche technique et Distribution.
Official Secrets est un drame biographique britannico-américain coécrit et réalisé par Gavin Hood, sorti en 2019. Le film s'inspire de faits réels qui se sont déroulés en 2003.

## Synopsis
En 2003, les États-Unis et le Royaume-Uni s'apprêtent à envahir l'Irak car l'administration Bush prétexte, sans preuve plausible, que Saddam Hussein détient des armes de destruction massive. Employée des renseignements britanniques au sein du Government Communications Headquarters (GCHQ), Katharine Gun reçoit dans ses courriels un mémo secret indiquant que la National Security Agency, une agence américaine, sollicite l'aide du Royaume-Uni pour rassembler des informations compromettantes sur certains délégués du Conseil de sécurité des Nations unies afin de les obliger à voter en faveur de l'invasion. S'ils votent contre, elles seront divulguées publiquement. Stupéfaite, Gun hésite à révéler la machination liée à cette intervention illégale. Malgré tout, elle envoie anonymement le mémo au journal The Observer afin de tenter d'empêcher la guerre qui s'annonce inutile et aux conséquences désastreuses. Mais, en choisissant d'exposer cette vaste conspiration politique, la lanceuse d'alerte enfreint l'Official Secrets Act et met ainsi en danger sa vie, son couple, sa liberté et son sens du patriotisme. Car sa décision est considérée comme une trahison aux yeux des services secrets britanniques.

## Fiche technique
- Titre original et français : Official Secrets
- Réalisation : Gavin Hood
- Scénario : Gregory Bernstein, Sara Bernstein et Gavin Hood, d'après l'ouvrage The Spy Who Tried to Stop a War: Katharine Gun and the Secret Plot to Sanction the Iraq Invasion de Marcia et Thomas Mitchell
- Montage : Megan Gill
- Musique : Paul Hepker et Mark Kilian
- Photographie : Florian Hoffmeister
- Production : Ged Doherty, Elizabeth Fowler et Melissa Shiyu Zuo
- Sociétés de production : Clear Pictures Entertainment, Raindog Films, The Gordon Company, Ingenious Film Partners et Screen Yorkshire
- Société de distribution : Entertainment One (Royaume-Uni) ; IFC Films (États-Unis)
- Pays d'origine :  Royaume-Uni,  États-Unis
- Langue originale : anglais
- Format : couleur
- Genre : Drame biographique
- Durée : 112 minutes
- Dates de sortie  :
  - États-Unis : 28 janvier 2019 (Festival du film de Sundance) ; 30 août 2019 (sortie nationale)
  - Royaume-Uni : 18 octobre 2019
  - France : 2 janvier 2020 (Canal+VOD)[1] - 12 février 2020 (festival Ciné O'Clock de Villeurbanne)[2] - 11 mars 2020[3] (en DVD et Blu-Ray)

## Distribution
- Keira Knightley (VFB : Fanny Roy) : Katharine Gun
- Matt Smith (VFB : Fabian Finkels) : Martin Bright
- Matthew Goode (VFB : Maxime Van Santfoort) : Peter Beaumont
- Rhys Ifans (VFB : Jean-Michel Vovk) : Ed Vulliamy
- Adam Bakri (VFB : Marc Weiss) : Yasar Gun
- Indira Varma : Shami Chakrabarti
- Ralph Fiennes (VFB : Philippe Résimont) : Ben Emmerson
- Conleth Hill (VFB : Thierry Janssen) : Roger Alton
- Tamsin Greig : Elizabeth Wilmshurst
- Hattie Morahan : Yvonne Ridley
- Katherine Kelly :	Jacqueline / Agent du MI6
- Ray Panthaki (VFB : Nicolas Matthys) : Kamal Ahmed
- Angus Wright : Mark Ellison
- Chris Larkin : Nigel H. Jones
- Monica Dolan : Fiona Bygate
- Jack Farthing (VFB : Brieuc Lemaire) : Andy Dumfries
- Clive Francis : amiral Nick Wilkinson
- John Heffernan : James Welch
- Kenneth Cranham : juge Hyam
- Darrell D'Silva : l'ambassadeur chilien
- Janie Dee : Jan Clements
- MyAnna Buring : Jasmine
- Niccy Lin : Mi-Yung
- Chris Reilly : Jerry
- Shaun Dooley : John
- Peter Guinness (VFB : Patrick Waleffe) : TinTin
- Hanako Footman : Nicole Mowbray
- Jeremy Northam : Ken Macdonald